# 聖米格爾德考里區
10°08′19″S 76°37′22″W / 10.13861°S 76.62278°W
聖米格爾德考里區（西班牙語：Distrito de San Miguel de Cauri），是秘魯的一個區，位於該國中部瓦努科大區的勞里科查省，始建於1940年12月26日，面積811.4平方公里，海拔高度3,588米，2005年人口9,042，人口密度每平方公里11人。